# Jane Boivie-Swartling
Jane Carolina Louise Boivie-Swartling, född den 1 oktober 1898 i Södertälje, död den 26 december 1973 i Oscars församling i Stockholm, var en svensk konstnär.
Hon var dotter till advokaten Carl Fredrik Boivie och Helga Wilhelmina Wiklund samt från 1930 gift med häradshövding Arvid Swartling.
Boivie-Swartling studerade vid Althins målarskola i Stockholm 1917–1918 samt några år på Konsthögskolan i Stockholm och under studieresor till Dresden och München 1922–1923 samt vid Fernand Légers målarskola i Paris 1924–1925. Separat ställde hon ut på bland annat Gummesons konsthall i Stockholm. Hon medverkade i utställningar med Sveriges allmänna konstförening, Dalarnas konstförening och Göteborgs konstförening. Hennes konst består av porträtt och stadsbilder. Boivie-Swartling är begravd på Norra begravningsplatsen utanför Stockholm.